# Michael Henderson
Michael Henderson (7. července 1951 Yazoo City, Mississippi, USA – 19. července 2022 Atlanta, Georgie) byl americký zpěvák, multiinstrumentalista, hudební producent a skladatel.
Svou kariéru zahájil již v polovině šedesátých let, kdy hrál s různými hudebníky z vydavatelství Motown. V první polovině sedmdesátých let spolupracoval s trumpetistou Milesem Davisem (hrál například na albech A Tribute to Jack Johnson a On the Corner). Své první sólové album nazvané Solid vydal v roce 1977 na značce Buddah Records a následovala jej řada dalších. Během své kariéry spolupracoval s mnoha hudebníky, mezi které patří například Bobby Womack, Stevie Wonder a Cheryl Lynn.